# آرثر بيل (صحفي)
آرثر بيل (بالإنجليزية: Arthur Bell)‏ هو صحفي أمريكي، ولد في 6 نوفمبر 1939، وتوفي في 2 يونيو 1984 بسبب السكري.